# Sis dies de Grenoble
Els Sis dies de Grenoble van ser una cursa de ciclisme en pista, de la modalitat de sis dies, que es disputava al Palau dels Esports de Grenoble (Roine-Alps). La seva primera edició data del 1971, any en què es van fer dues proves, una al gener i l'altra a l'octubre. A partir de l'any següent, es corrien de manera anual, al mes de novembre.
A partir del 2012, la cursa s'anomenà Quatre dies de Grenoble, i Tres dies de Grenoble el 2014 coincidint amb l'última edició.

## Palmarès
| Any      | Primers                                         | Segons                                          | Tercers                                    |
| -------- | ----------------------------------------------- | ----------------------------------------------- | ------------------------------------------ |
| 1971 (1) | Peter Post · Alain Van Lancker                  | Rudi Altig · Albert Fritz                       | Erich Spahn · Louis Pfenninger             |
| 1971 (2) | Alain Van Lancker · Jacky Mourioux              | Peter Post · Cyrille Guimard                    | Patrick Sercu · Ferdinand Bracke           |
| 1972     | Alain Van Lancker · Cyrille Guimard             | Charly Grosskost · René Pijnen                  | Felice Gimondi · Norbert Seeuws            |
| 1973     | Patrick Sercu · Eddy Merckx                     | Alain Van Lancker · Jacky Mourioux              | Felice Gimondi · Gerben Karstens           |
| 1974     | Alain Van Lancker · Jacky Mourioux              | Sigi Renz · Roy Schuiten                        | Patrick Sercu · René Pijnen                |
| 1975     | Patrick Sercu · Eddy Merckx                     | Bernard Thévenet · Günter Haritz                | Freddy Maertens · René Pijnen              |
| 1976     | Günter Haritz · Bernard Thévenet                | Francesco Moser · René Pijnen                   | Patrick Sercu · Felice Gimondi             |
| 1977     | René Pijnen · Francesco Moser                   | Eddy Merckx · Patrick Sercu                     | Bernard Thévenet · Günter Haritz           |
| 1978     | Patrick Sercu · Dietrich Thurau                 | Gregor Braun · Wilfried Peffgen                 | Felice Gimondi · René Pijnen               |
| 1979     | René Pijnen · Francesco Moser                   | Gregor Braun · Roy Schuiten                     | Patrick Sercu · Bernard Vallet             |
| 1980     | Danny Clark · Bernard Thévenet                  | Wilfried Peffgen · Constant Tourné              | Bernard Vallet · Albert Fritz              |
| 1981     | Patrick Sercu · Urs Freuler                     | Danny Clark · Yvon Bertin                       | Donald Allan · Bernard Thévenet            |
| 1982     | Bernard Vallet · Gert Frank                     | Francesco Moser · Urs Freuler                   | Joop Zoetemelk · Udo Hempel                |
| 1983     | Daniel Gisiger · Patrick Clerc                  | Jacques Michaud · Bernard Vallet                | Ralf Hofeditz · Pascal Poisson             |
| 1984     | Bernard Vallet · Gert Frank                     | Ralf Hofeditz · Gary Wiggins                    | Francesco Moser · Maurizio Bidinost        |
| 1985     | No disputats                                    | No disputats                                    | No disputats                               |
| 1986     | Francesco Moser · Anthony Doyle                 | Bernard Vallet · Gert Frank                     | Guido Bontempi · Pierangelo Bincoletto     |
| 1987     | Charly Mottet · Bernard Vallet                  | Anthony Doyle · Etienne De Wilde                | Francesco Moser · Pierangelo Bincoletto    |
| 1988     | Charly Mottet · Roman Hermann                   | Danny Clark · Gilbert Duclos-Lassalle           | Pierangelo Bincoletto · Adriano Baffi      |
| 1989     | Gilbert Duclos-Lassalle · Danny Clark           | Urs Freuler · Pascal Lino                       | Etienne De Wilde · Charly Mottet           |
| 1990     | Laurent Biondi · Laurent Fignon                 | Pierangelo Bincoletto · Adriano Baffi           | Gilbert Duclos-Lassalle · Philippe Louviot |
| 1991     | Jean-Claude Colotti · Philippe Tarantini        | Anthony Doyle · Stephen Roche                   | Laurent Biondi · Laurent Fignon            |
| 1992     | Gilbert Duclos-Lassalle · Pierangelo Bincoletto | Adriano Baffi · Giovanni Lombardi               | Werner Stutz · Beat Zberg                  |
| 1993     | Gilbert Duclos-Lassalle · Pierangelo Bincoletto | Silvio Martinello · Marco Villa                 | Dieter Rüegg · Patrick Vetsch              |
| 1994     | Dean Woods · Jean-Claude Colotti                | Gilbert Duclos-Lassalle · Pierangelo Bincoletto | Mario Cipollini · Silvio Martinello        |
| 1995     | Marco Villa · Silvio Martinello                 | Gilbert Duclos-Lassalle · Jean-Claude Colotti   | Dean Woods · Pascal Lino                   |
| 1996     | Adriano Baffi · } Giovanni Lombardi             | Pierangelo Bincoletto · Jean-Claude Colotti     | Michael Sandstød · Jakob Piil              |
| 1997     | Tayeb Braikia · Jakob Piil                      | Adriano Baffi · Giovanni Lombardi               | Andrea Collinelli · Lorenzo Lapage         |
| 1998     | Adriano Baffi · Andrea Collinelli               | Tayeb Braikia · Francis Moreau                  | Jérôme Neuville · Carsten Wolf             |
| 1999     | Adriano Baffi · Andrea Collinelli               | Jakob Piil · Michael Sandstød                   | Miquel Alzamora · Joan Llaneras            |
| 2000     | Joan Llaneras · Isaac Gálvez                    | Jérôme Neuville · Andy Flickinger               | Robert Hayles · Bradley Wiggins            |
| 2001     | Franco Marvulli · Alexander Aeschbach           | Jérôme Neuville · Robert Sassone                | Giovanni Lombardi · Jean-Michel Tessier    |
| 2002     | Adriano Baffi · Marco Villa                     | Franco Marvulli · Alexander Aeschbach           | Robert Sassone · Jean-Michel Tessier       |
| 2003     | Franco Marvulli · Alexander Aeschbach           | Jean-Pierre van Zyl · Robert Sassone            | Ivan Quaranta · Marco Villa                |
| 2004     | Franco Marvulli · Alexander Aeschbach           | Giovanni Lombardi · Marco Villa                 | Iljo Keisse · Wouter Van Mechelen          |
| 2005     | Matthew Gilmore · Iljo Keisse                   | Franco Marvulli · Alexander Aeschbach           | Alex Rasmussen · Marco Villa               |
| 2006     | Franco Marvulli · Alexander Aeschbach           | Alex Rasmussen · Michael Mørkøv                 | Peter Schep · Jens Mouris                  |
| 2007     | Michael Mørkøv · Alex Rasmussen                 | Dimitri De Fauw · Alexander Aeschbach           | Marco Villa · Jérôme Neuville              |
| 2008     | Michael Mørkøv · Alex Rasmussen                 | Olaf Pollack · Roger Kluge                      | Jérôme Neuville · Alexander Aeschbach      |
| 2009     | Franco Marvulli · Luke Roberts                  | Jeff Vermeulen · Léon van Bon                   | Gianni Meersman · Iljo Keisse              |
| 2010     | Alexander Aeschbach · Franco Marvulli           | Danny Stam · Léon van Bon                       | Jens-Erik Madsen · Marc Hester             |
| 2011     | Iljo Keisse · Morgan Kneisky                    | Alexander Aeschbach · Franco Marvulli           | Tim Mertens · Kenny De Ketele              |
| 2012     | Kenny De Ketele · Iljo Keisse                   | Morgan Kneisky · Bryan Coquard                  | Angelo Ciccone · Fabio Masotti             |
| 2013     | Morgan Kneisky · Vivien Brisse                  | David Muntaner · Albert Torres                  | Jasper De Buyst · Iljo Keisse              |
| 2014     | Vivien Brisse · Thomas Boudat                   | Otto Vergaerde · Moreno De Pauw                 | David Muntaner · Sebastián Mora            |